# Elephantorrhiza rangei
Elephantorrhiza rangei là một loài rau đậu thuộc họ Fabaceae.
Loài này chỉ có ở Namibia.
Môi trường sống tự nhiên của chúng là xavan khô.
Chúng hiện đang bị đe dọa vì mất môi trường sống.